# Чемпионат мира по конькобежному спорту на отдельных дистанциях 2024 — командный спринт (женщины)
Соревнования в командном спринте среди женщин на чемпионате мира по конькобежному спорту на отдельных дистанциях 2024 года прошли 15 февраля на катке «Олимпийский овал Калгари», Калгари, Канада.

## Результаты
| Место | Страна                                                           | Время   | Отставание |
| ----- | ---------------------------------------------------------------- | ------- | ---------- |
| 1     | Канада · Ивани Блонден · Каролина Хиллер · Мэддисон Пирман       | 1.25,14 |            |
| 2     | США · Бриттани Боу · Эрин Джексон · Сара Уоррен                  | 1.26,04 | +0,90      |
| 3     | Польша · Каролина Босек · Анджелика Вуйцик · Ига Войтасик        | 1.26,63 | +1,49      |
| 4     | Нидерланды · Маррит Фледдерус · Ютта Лердам · Мишель де Йонг     | 1.26,86 | +1,72      |
| 5     | Казахстан · Инесса Шумекова · Алина Дауранова · Екатерина Айдова | 1.27,23 | +2,09      |
| 6     | Германия · Йозефине Хаймерль · Леа Софи Шольц · Михелле Уриг     | 1.29,30 | +4,16      |
| 7     | Республика Корея · Ли На Хён · Ким Мин Сун · Кан Су Мин          | 1.29,77 | +4,63      |
| 8     | Китай · Пэй Чун · Тянь Жуйнин · Цзинь Вэньцзин                   | 1.30,34 | +5,20      |